# Jarosław

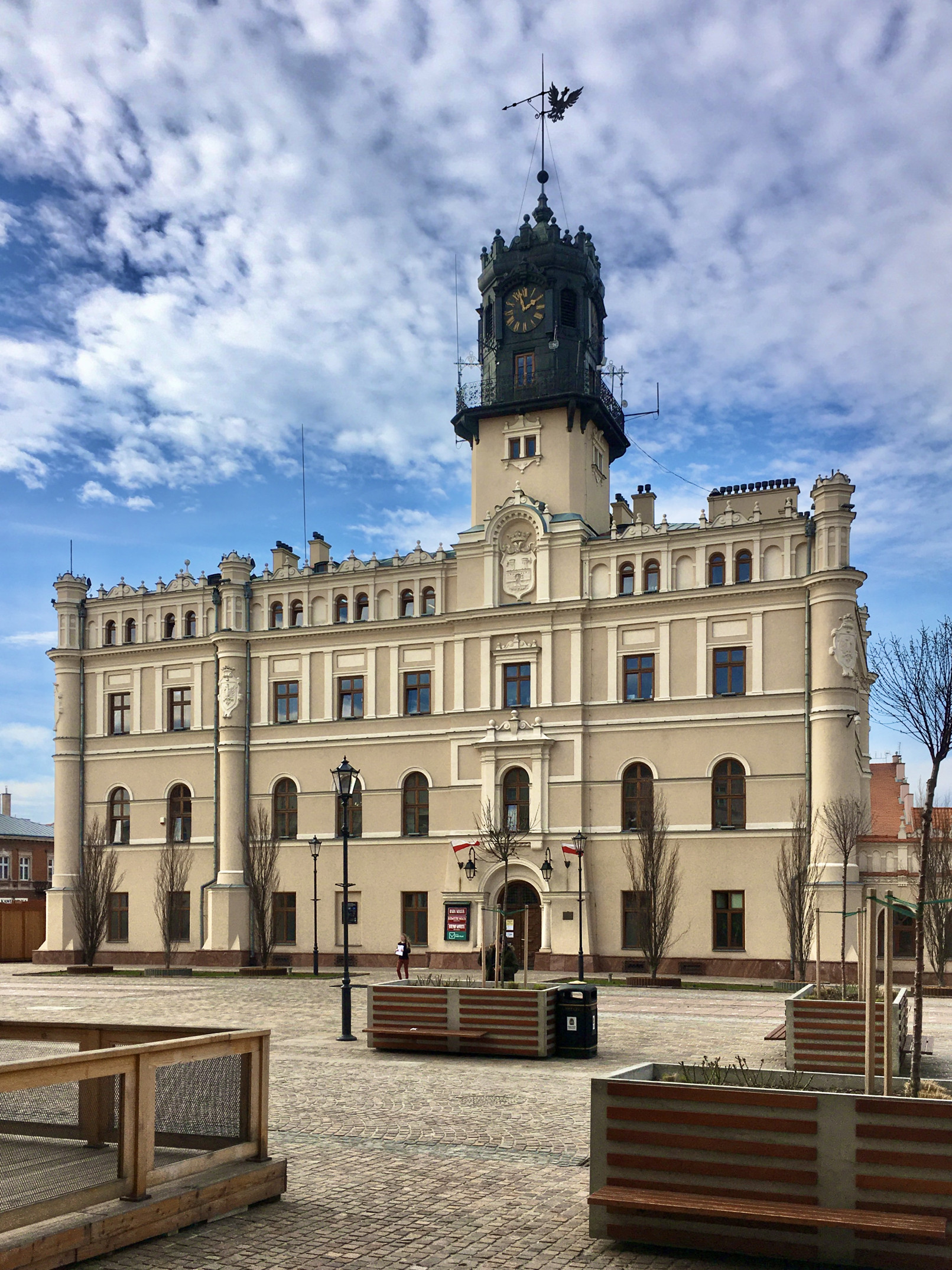
Das Rathaus

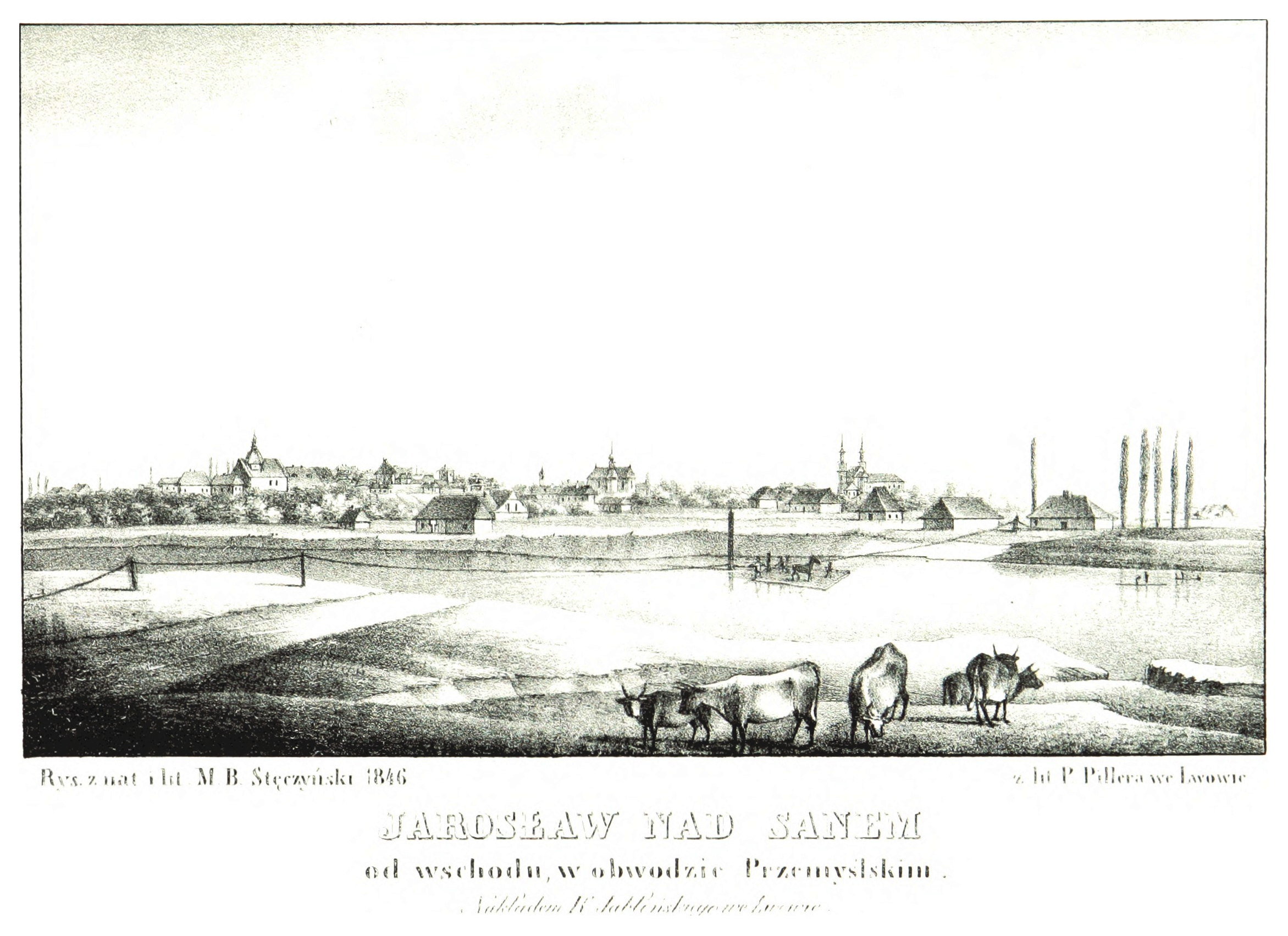
Jarosław im Jahre 1846

Jarosław (deutsch Jaroslau; ukrainisch Ярослав Jaroslaw) ist eine Stadt in Polen in der Woiwodschaft Karpatenvorland. Der Ort ist Sitz des Powiats Jarosławski.

## Geschichte
Erste Siedlungen an der Stelle des heutigen Jarosław gab es vermutlich bereits in der Bronze- oder Eisenzeit.
Der wahrscheinliche Gründer der Burg war der Kiewer Fürst Jaroslaw der Weise, nachdem er in den Jahren 1030-1031 einen Feldzug gegen Polen unternahm und das Rotburgenland für die Kiewer Rus zurückeroberte. Die erste urkundliche Erwähnung einer festen Siedlung findet sich in den altrussischen Chroniken im Jahr 1152. Jarosław gehörte zu dieser Zeit zum Fürstentum Galizien der Kiewer Rus, die Gegend war aber oft zwischen Ungarn, Polen und der Rus umkämpft. Die Stadt mit ihrer Burg lag an einer wichtigen Handelsroute zwischen Schwarzem Meer und Westeuropa.
1323 erhielt die Siedlung das Stadtrecht, es wurde 1375 nach Magdeburger Recht geändert. Die Eroberungen Kasimirs des Großen fügten die Stadt 1340 in das polnische Königreich ein. 1387 wurde die Stadt Eigentum der Familie Tarnowski, die Bedeutung der Stadt stieg, Handwerk und Handel blühten auf. Damals entstanden auch das Rathaus, das Schloss und eine Kirche. Im 15. Jahrhundert wurde eine Pfarrschule eröffnet, 1523 ein Schutzwall mit Wachturm angelegt.
Das 16. und beginnende 17. Jahrhundert war die Blütezeit der Stadt. Bis zu 30.000 Menschen besuchten den jährlichen Jahrmarkt, über einen kleinen Hafen am rechten Ufer des San betrieb man weitläufig Handel (u. a. bis nach Dänemark, Finnland, England). Die Jesuiten errichteten 1571 die Kirche zur Schmerzhaften Muttergottes und 1574 ein Kollegium. 1587 wurde eine hölzerne Wasserleitung gebaut, sie führte vom Süden der Stadt zum Markt, ins Schloss und ins Jesuitenkloster. 1600 wütete ein großes Feuer. 1611 gründeten die Benediktiner ein Kloster.
Der Handelsverkehr schleppte immer wieder Seuchen ein, wohl am schlimmsten war die Pestepidemie im Jahre 1622. 1623 und 1624 verwüsteten heftige Angriffe der Tataren das Umland schwer, Jarosław selbst blieb dank seiner starken Befestigungsanlagen verschont. 1625 zerstörte ein Großbrand weite Teile der Stadt, 300 Menschen kamen um. Zeitgenössische Quellen sprechen von 10 Millionen Złoty vernichtetem Warenwert, was auch die große Bedeutung und der Reichtum der Stadt erkennen lässt. 1632 wurde die Wasserleitung ausgebaut.
Während des Schwedisch-Polnischen Krieges plünderten und verheerten die Schweden die Stadt zwei Wochen lang, die befreienden polnischen Truppen plünderten weiter, da sie keinen Sold erhalten hatten. Die Kämpfe gegen die Schweden, die Kosaken (Überfall 1649) und Türken und die häufigen Überfalle der Tataren (z. B. 1672) führten gegen Ende des 17. Jahrhunderts zum Ende der Blütezeit von Jarosław.
Im Zuge der Ersten Teilung Polens kam die Stadt im Mai 1772 unter die Herrschaft Österreichs. Ab 1846 stand sie nicht mehr unter Privatbesitz, wurde somit Freie Stadt und erhielt ein neues Wappen. Nach einer Verwaltungsreform wurde Jarosław im Jahre 1850 zum Sitz der Bezirkshauptmannschaft Bezirk Jaroslau und blieb dies bis 1918. 1860 erfolgte der Anschluss an das Schienennetz mit direkter Verbindung nach Krakau und Przemyśl. 1900 stattete man die Stadt mit Gaslampen aus. Ein Feuer vernichtete 1914 das historische Jesuitenkollegium.
Der Erste Weltkrieg brachte der Stadt schwere Zerstörungen und den Tod zahlreicher Einwohner, da die Ostfront gegen Russland zeitweilig in unmittelbarer Nähe am San verlief. 1918 fiel Jarosław an das nunmehr unabhängige Polen. 1928 wurde die Stadt an das Stromnetz angeschlossen.
Der Zweite Weltkrieg begann für Jarosław mit einem deutschen Luftangriff, am 9./10. September 1939 erreichte die Wehrmacht die Stadt. Etwa 10.000 Juden fielen in der Stadt und Umgebung in den folgenden Jahren dem Holocaust zum Opfer. Im Juli 1944 zogen sich die deutschen Truppen vor der vorrückenden Roten Armee aus der Stadt zurück.
1975 verlor die Stadt ihren Status einer Kreisstadt und wurde Teil der Woiwodschaft Przemyśl. 1999 erhielt die Stadt diese Funktion zurück und kam an die Woiwodschaft Karpatenvorland.

### Einwohnerentwicklung
| Jahr    | Einwohnerzahl |
| ------- | ------------- |
| 16. Jh. | 3.000         |
| 1880    | 12.000        |
| 1900    | 22.000        |
| 1910    | 24.300        |
| 2000    | 41.814        |
| 2005    | 40.253        |

## Gmina
- Die Stadt Jarosław bildet eine Stadtgemeinde (gmina miejska).
- Die eigenständige Landgemeinde (gmina wiejska) Jarosław hat eine Fläche von 114 km². Zu ihr gehören 13 Ortschaften mit einem Schulzenamt.

## Baudenkmäler
- Basilika zur Schmerzhaften Muttergottes, erbaut 1713
- Große Synagoge, erbaut 1810/11
- Kleine Synagoge, erbaut 1900

## Städtepartnerschaften
- Dingelstädt (Deutschland)
- Michalovce (Slowakei)
- Orange (Frankreich)
- Schönebeck (Elbe) (Deutschland)
- Uschhorod (Ukraine)
- Vyškov (Tschechien)

## Wirtschaft
Eines der größten in Jarosław ansässigen Unternehmen Jaroslaws ist eine Glasfabrik des amerikanischen Konzerns Owens-Illinois. Daneben gibt es Produktionsstätten von Lefèvre-Utile und des Fleischverarbeitungsbetriebs Sokołów.

## Söhne und Töchter der Stadt
- Aleksander Fredro (1793–1876), polnischer Dramatiker, bedeutendster Komödienautor Polens
- Professor St. Roman (1829–1918), österreichischer Zauberkünstler
- Josef Pomiankowski (1866–1929), General der österreichischen und polnischen Armee
- Wolodymyr Starossolskyj (1878–1942), ukrainischer Jurist, Soziologe und Politiker
- Stanislaw Ljudkewitsch (1879–1979), ukrainischer Komponist
- Sabine Kalter (1889–1957), österreichische Opernsängerin
- Julius Augapfel (1892–1944), österreichischer Rabbiner
- Arieh Sharon (1900–1984), israelischer Architekt
- Sam Spiegel (1901–1985), US-amerikanischer Filmproduzent
- Erna Bogen, verheiratete Gerevich (1906–2002), Fechterin, Weltmeisterin
- Ferry Pohl (1911–nach 1941), nationalsozialistischer Funktionär
- Harry Abend (1937–2021), venezolanischer Architekt und Bildhauer
- Jakub Mareczko (* 1994), italienischer Radrennfahrer